# Patološki nistagmus
Patološki nistagmus je oblik nevoljne kretnje oka. Odlikuje se izmjeničnim glatkim pokretima oka u jednom smjeru i sakadičkim (brzim) pokretima oka u drugom smjeru.
Kad se nistagmus javlja bez ispunjavanja svojih normalnih funkcija, to je patološki (odstupa od zdravog i normalnog stanja). Patološki nistagmus je rezultat oštećenja jedne ili više komponenti vestibularnog sustava, uključujući i polukružne kanale, otolitne organe i vestibulocerebellum.
Patološki nistagmus općenito uzrokuje manji stupanj vidne oštrine, iako raspon takvog umanjenja široko varira. Ponekad je obrnuto – mnogi slijepi ljudi imaju nistagmus što je jedan od razloga da neki nose tamne naočale.

## Prevalencija
Nistagmus je relativno često kliničko stanje, s učestalošću od 1:5000-10000 pojedinaca. U jednom istraživanju u Oxfordshireu u Velikoj Britaniji utvrđeno je da je učestalost nistagmusa među djecom od dvije godine 1:670 djece.

## Varijacije
- Periferni nistagmus nastaje kao rezultat bilo normalnog, bilo bolesnog stanja vestibularnog sistema. Rotacijske komponente pokreta udružuju se zajedno s okomitim i vodoravnim pokretima oka, te mogu biti spontani, pozicijski ili evocirani.
  - Pozicijski nistagmus javlja se kod nekih osoba kad im glava u nekom određenom položaju. Primjer tog stanja je benigni paroksizmalni pozicijski vertigo (BPPV).
  - Pogledom inducirani nistagmus javlja se i pogoršava pomicanjem pogleda.
  - Postrotacijski nistagmus javlja se zbog pojave neravnoteže između normalne i oboljele strane, primjerice, zbog stimulacije vestibularnog sustava brzim tresenjem ili rotacijom glave.
  - Spontani nistagmus je nistagmus koji nastaje bez obzira na položaj glave pacijenta.
- Centralni nistagmus javlja se ili kao rezultat normalnih ili kao abnormalnih procesa u vestibularnom organu, primjerice, zbog lezije u srednjem mozgu ili malom mozgu.

## Uzroci
Uzroci nastanka patološkog nistagmusa mogu biti nasljedni, neurološki ili idiopatski poremećaji, a može biti uzrokovan i privremenom dezorijentiranošću (primjerice, za vrijeme vožnje brdskom željeznicom), stimulansima (alkoholom, narkoticima, kao i ostalim stimulansima koji utječu na središnji živčani sustav, poput soli litija, fenitoina i Ecstasyja).

### Kongenitalni nistagmus
Kongenitalni nistagmus javlja se češće nego stečeni nistagmus. Može biti praćen i drugim poremećajima, poput nekih malformacija oka, ili u Downovom sindromu. Sam po sebi je blag i nije progresivan. Takve osobe često nisu svjesne svojih spontanih pokreta oka, ali vid im može biti oslabljen ovisno o težini pokreta.
- Infantilni:

- Idiopatski
- Albinizam
- Aniridija
- Leberova kongenitalna amauroza
- Bilateralna hipoplazija očnog živca
- Bilateralna kongenitalna katarakta
- Monokromazija
- Bolesti očnog živca

- Bolesti makule

- Perzistirajuća vaskularna ovojnica očne leće (kongenitalna malformacija)

- Latentni nistagmus
- X-vezani nistagmus

### Stečeni nistagmus

#### Bolesti
Neke bolesti čiji je patološki znak nistagmus:
- Benigni paroksizmalni pozicijski vertigo
- Ozljeda glave
- Moždani udar (najčešći uzrok u starijih ljudi)
- Ménièreova bolest i ostali poremećaji ravnoteže
- Multipla skleroza
- Tumori mozga
- Wernicke-Korsakoffljev sindrom
- Encefalopatija
- Lateralni medularni sindrom
- Aniridija
- Hipoplazija očnog živca
- Albinizam
- Noonanov sindrom
- Pelizaeus-Merzbacherova bolest
- Sindrom dehiscijencije gornjeg vestibularnog kanala
- Tulliov fenomen
- Hornerov sindrom

##### Toksični i metabolički uzroci
Toksični i metabolički uzroci u nastanku nistagmusa mogu biti:
- Alkoholna intoksikacija
- Litij
- Barbiturati
- Fenitoin (Dilantin)
- Salicilati
- Benzodiazepini
- Dietilamid lizerginske kiseline (LSD)
- Fenciklidin (PCP)
- Ketamin
- Ostali antikonvulzivni lijekovi i sedativi
- Metilenedioksimetamfetamin
- Wernickova encefalopatija
- Nedostatak tiamina

##### Bolesti središnjeg živčanog sustava
Ako patološki nistagmus nastaje zbog bolesti središnjeg živčanog sustava kao što su, primjerice, bolesti malog mozga, nistagmus može nastati u svim smjerovima, uključujući i vodoravni. Okomiti nistagmus obično je centralnog podrijetla.
Uzroci mogu biti:
- krvarenje u talamusu
- Tumor
- Moždani udar
- Trauma
- Multipla skleroza
- Cerebelarna ataksija

##### Ostali uzroci
- Vestibularna patologija (Ménièreova bolest, Sindrom dehiscijencije gornjeg vestibularnog kanala, BPPV, Labirintitis)
- Malfunkcija trohlearnog živca (lat. nervus trochlearis)
- Nefiziološki

### Dijagnoza
Nistagmus je veoma vidljiv, no malo kad ga se prepozna. Klinički se može istraživati mnogobrojnim neinvazivnim pretragama. Najjednostavniji test je kalorijski refleksni test u kojemu podražujemo uho kroz vanjski slušni hodnik toplom ili hladnom vodom. Stvoreni temperaturni gradijent provocira podražaj vestibulokohlearnog živca s posljedičnim nastankom nistagmusa.
Rezultat kretanja očiju može se pratiti i uređajem koji se zove elektronistagmograf (ENG) – vrsta elektrookulografije (elektrofiziološka metoda pretrage kojom se mjere pokreti očiju pomoću elektrode postavljene izvana) ili manje invazivnom metodom videonistagmografije (VNG) – vrsta videookulografije (VOG), tj. elektrofiziološka pretraga kojom se mjere pokreti očiju pomoću kamere postavljene na masku koja se ispitaniku postavi na glavu). 
Za ispitivanje nistagmusa koriste se i posebne elektronski navođene "ljuljajuće" stolice kojima se izaziva rotatorni nistagmus.

### Liječenje
Kongenitalni nistagmus je nekad smatran neizlječivim, no posljednjih godina koriste se neki postupci liječenja koji pomažu kod nekih bolesnika. Godine 1980. otkriveno je da lijek baklofen može vrlo djelotvorno zaustaviti nistagmus. Kasnije je za antikonvulzivni lijek gabapentin dokazano da u oko polovice bolesnika smanjuje nistagmus. Kod nekih bolesnika djelotvorni su i drugi lijekovi, poput memantina, levetiracetam, 3,4-diaminopiridina, 4-aminopiridina i acetazolamida. U liječenju se također koriste i kontaktne leće, te neki kirurški zahvati.
Kirurško liječenje znano kao tenotomija započelo je 2001. godine. Kirurške operacije nistagmusa izvode se na Sveučilištu u Pittsburghu; svrha im je smanjiti oscilacije oka, čime se znatno poboljšava vidna oštrina.
|  | Molimo pročitajte upozorenje o korištenju medicinskih informacija. Ne provodite liječenje bez savjetovanja s liječnikom! |